# ナガイボグモ科
ナガイボグモ科 Hersiliidae は、クモ類の分類群の一つ。糸疣の1対が長く伸びているのでこの名がある。普通は樹木の幹の表面で生活している。

## 特徴
完性域類・三爪類に属するクモである。体は全体に扁平で、歩脚もごく平らにのばす。頭胸部はやや幅広で平らだが、中央前方の眼のある部分ははっきり盛り上がる。歩脚は細長いが、第三脚は特に短い。雄は雌よりやや小さくて華奢。
腹部もやや平らで、後半で幅が広い。目立つのは腹部後端から後方へ伸びる一対の尾で、これは三対ある糸疣のうちの後疣が長く伸びたものである。種によっては腹部と同じくらいの長さの場合もある。
和名は糸疣が長いことにより、英名のTwo-tailed spiderや long-spinnered spider もこれによる。また、英名ではTree trunk spiderも使われ、これは樹幹上に棲息することによる。

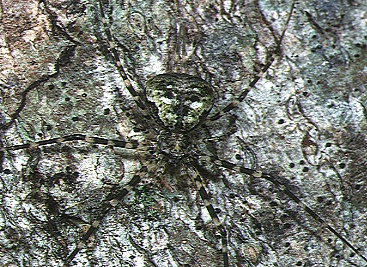
オキナワナガイボグモ・雌成体
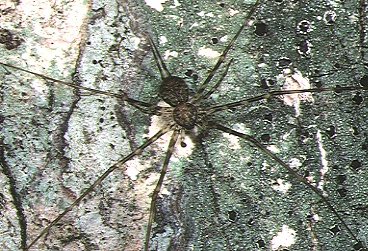
同・雄成体

## 習性など
樹木の太い幹に歩脚を平らに広げ、頭を下にして張り付くようにして生息する。敵が接近すると樹皮を伝って側面に移動して逃れるが、安全な定着の位置を持っており、やがて元の位置に戻るとも言う。
また、地衣類の生えた岸壁に生息する例も知られる。クモはそのような背景に保護色となる体色をしており、じっとしていると目につかない。体色に関しては、背景に合わせて多少は変化するとの考えもある。
タマナガイボグモ属 Tama では、不規則な網目状の簡単な網を張り、その表面には砂粒などを取り付けるとされるが、多くのものは網や巣を作らず、待ち伏せによって獲物を捕る。ただし詳細は諸説あり、獲物を飛び越えて糸の帯を投げかけ、それからその周りを回って糸をかけ、獲物を樹皮上に縛り付けるとも、獲物が接近すると、急に接近し、その周囲を回りながら糸疣から糸を出して絡め、獲物に糸を絡めて捕らえるとも、基盤上に貼り付けて捕らえるとも、獲物に向かって糸を射出する（以上二つはナガイボグモ属 Hersilis）とも、あるいは長い糸疣の間に挟んで、回転しながら糸を吹きかける（以上はTama）などと記されている。
配偶行動に関してはよく分かっていない
卵嚢は扁平で樹皮に貼り付けられ、表面を粗い糸の層で覆う。その外見は樹皮上に着生した地衣類に似るという。

## 分類
糸疣が特別に長いことで、それ以外の全てのクモから簡単に区別できる。系統的にはヒラタグモ科に近いと考えられる。
熱帯域を中心に世界で7属150種が知られるが、日本からは次の1属2種のみが知られる。それ以外のものについてはナガイボグモ科の属種を参照されたい。なお、古い図鑑ではこれ以外の種も日本から記録されているが、誤りらしい。
- Hersilia ナガイボグモ属
  - H. okinawaensis オキナワナガイボグモ
  - H. yaeyamaensis ヤエヤマナガイボグモ